# Jemal Karchkhadze
Jemal Karchkhadze, född 1936, död 1998, var en georgisk författare. 